# Kejsaren
Kejsaren è un film del 1979 diretto da Jösta Hagelbäck.

## Riconoscimenti
Guldbagge - 1979
Miglior attore a Anders Åberg